# Elephantomyia serotina
Elephantomyia serotina är en tvåvingeart som beskrevs av Alexander 1930. Elephantomyia serotina ingår i släktet Elephantomyia och familjen småharkrankar.
Artens utbredningsområde är Taiwan. Inga underarter finns listade i Catalogue of Life.